# 세도 조성일 부부 정려비
세도 조성일 부부 정려비는 충청남도 부여군 세도면에 있다. 2016년 12월 31일 부여군의 향토문화유산 제132호로 지정되었다.